# 喬·卡特
喬瑟夫·克里斯·卡特（英語：Joseph Chris Carter，1960年3月7日—），為美國職棒大聯盟的外野手與一壘手，生涯曾效力過小熊、印地安人、教士、藍鳥、金鶯與巨人等隊。卡特最著名的事蹟就是在1993年世界大賽第6場敲出再見3分砲，幫助藍鳥拿下世界大賽二連霸。

## 職業生涯

### 芝加哥小熊/克里夫蘭印地安人
1981年大聯盟選秀，卡特以榜眼之姿加盟小熊隊。1983年，卡特登上大聯盟。不過球季結束後，他就被交易到印地安人。1986年，他以121分打點拿下美聯打點王。而他平均每年都能上演20到30次的盜壘成功。1987年，卡特完成單季30轟與30盜的成就，成為30-30俱樂部的一員。

### 聖地牙哥教士
1989年球季結束後，教士隊用Sandy Alomar Jr.、Carlos Baerga和Chris James向印地安人交易卡特。儘管卡特的攻擊能力強大，但防守依舊是他的罩門。因此教士隊在球季結束後將他交易到藍鳥隊，換來弗瑞德·麥葛里夫和湯尼·費南德茲。

### 多倫多藍鳥

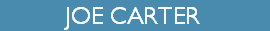
卡特退休後，藍鳥隊將他入選球隊的Level of Excellence

1991年，卡特幫助藍鳥隊闖進美聯冠軍賽，不過差一點進到世界大賽。1992年，藍鳥隊首次闖進世界大賽。他在系列賽敲出2轟，讓大聯盟首度出現非美國球隊拿下世界大賽冠軍。1993年，他在面對金鶯隊的比賽中酖局敲出2轟，為隊史第一人。而藍鳥隊也再度闖進世界大賽，最後藍鳥在第6場靠著卡特的再見3分砲拿下世界大賽冠軍二連霸。

### 巴爾的摩金鶯/舊金山巨人
1998年，卡特成為自由球員。之後他先後加盟金鶯與巨人兩隊，1998年國家聯盟外卡資格決勝加賽，卡特在9局上敲出內野飛球出局。巨人隊不僅輸掉比賽，這也是卡特的生涯最終戰。

## 生涯打擊成績
| 出賽次數 | 打席 | 打數 | 得分 | 安打 | 二安 | 三安 | 全壘打 | 打點 | 盜壘 | 保送 | 三振 | 打擊率 | 上壘率 | 長打率 | OPS  |
| -------- | ---- | ---- | ---- | ---- | ---- | ---- | ------ | ---- | ---- | ---- | ---- | ------ | ------ | ------ | ---- |
| 2189     | 9154 | 8422 | 1170 | 2184 | 432  | 53   | 396    | 1445 | 231  | 527  | 1387 | .259   | .306   | .464   | .771 |

## 榮譽
- 1998年，入選衛奇塔州立大學名人堂。[4]
- 1999年，入選密蘇里山谷聯盟名人堂。[5]
- 2003年，入選加拿大棒球名人堂。[6]
- 2004年，入選安大略運動名人堂。[7]
- 2008年，入選堪薩斯棒球名人堂。[8]

## 外部連結
- 球員資訊和成績在MLB，ESPN，Retrosheet ，Baseball Reference ，Baseball Reference (Minors) ，Fangraphs ，The Baseball Cube ，Baseball Almanac （英文）
- 喬·卡特在台灣棒球維基館上的頁面（繁體中文）